# Gutskapelle Pöthen
Die Gutskapelle Pöthen ist eine nur noch als Ruine erhaltene Kapelle im heute zur Stadt Gommern gehörenden Dorf Pöthen.
Das einschiffige Gotteshaus wurde 1695 als Kapelle für den benachbarten, 1587 errichteten, Gutshof aus Feldsteinen in gotisierender Form erbaut. Bauherren waren Adrian Johann von Förder und Anna Maria von Alvensleben. Im Jahr 1855 erfolgte eine Restaurierung des Gebäudes. Aus nicht geklärtem Grund wurde nach 1945 das Schieferdach der Kapelle abgetragen. Das Gebäude verfiel daraufhin immer mehr. Heute sind nur noch die Außenwände erhalten.
Von 1997 bis 1998 erfolgte über 12 Monate eine Sanierung der unter Denkmalschutz stehenden Ruine durch eine Arbeitsbeschaffungsmaßnahme der BQG mbH Gommern. Hierbei wurden die Mauern neu verfugt. Die Mauerkronen erhielten eine schützende Bleiabdeckung, Fenster und Eingänge wurden gesichert, der erhaltene Giebel ausgebaut. Sämtliche Eingangswege wurden neu gepflastert und im Innenraum wachsende Bäume entfernt.
Gut erhalten sind die an der Nordseite befindliche, auf die Begründer der Kapelle hinweisende Inschrift sowie die an die Sanierung von 1855 erinnernde Inschrift im Kapelleninneren. Innerhalb der Kapelle befindet sich die Familiengrabstätte der Gutsbesitzer Leidloff.
Die Kapelle ist über den nördlich vorgelagerten noch in Nutzung befindlichen Friedhof für die Öffentlichkeit zugänglich. In der Zeit um den Johannistag findet jedes Jahr noch ein Familiengottesdienst in der Ruine unter freiem Himmel statt.

## Bilder

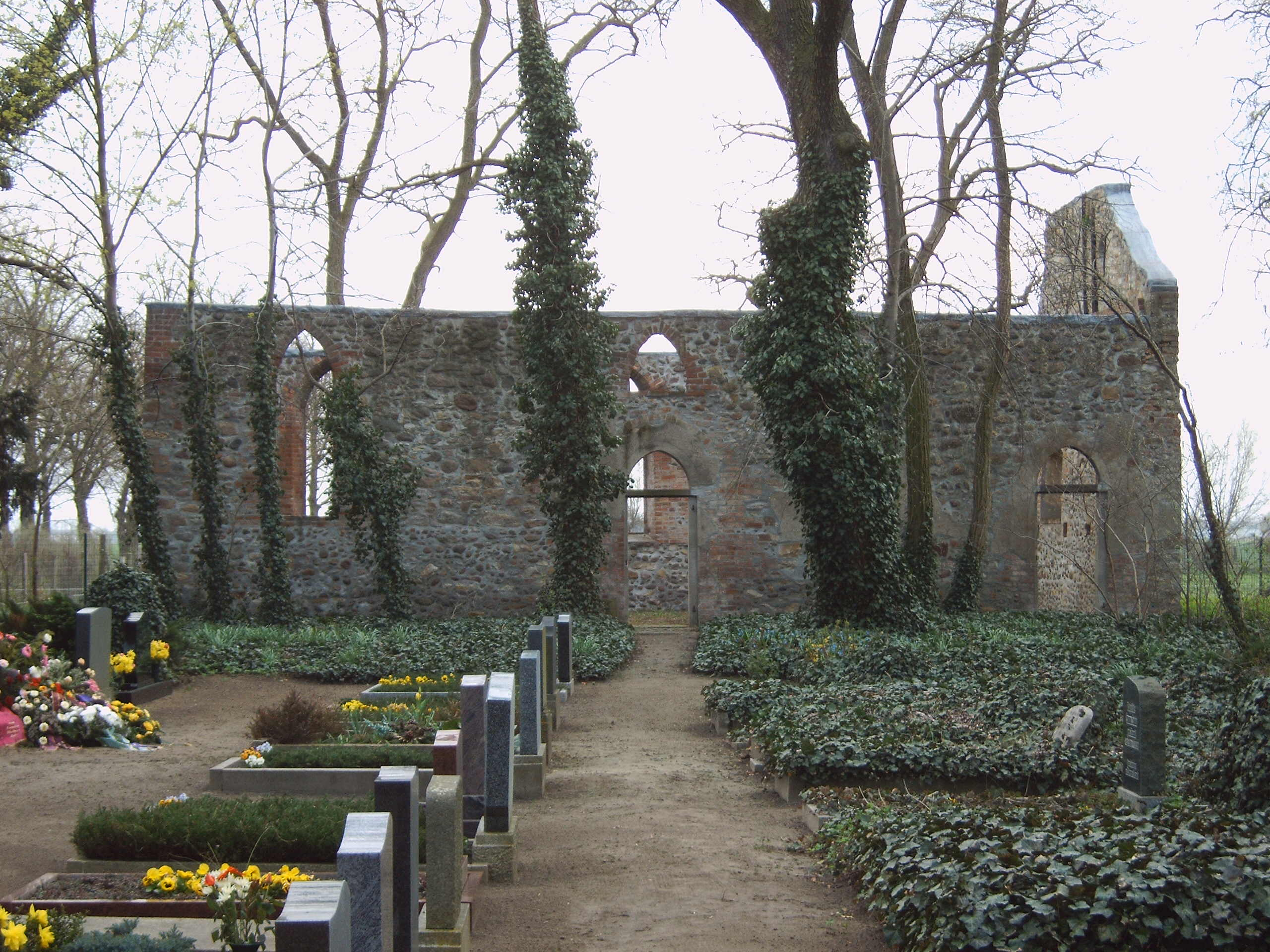
Nordseite
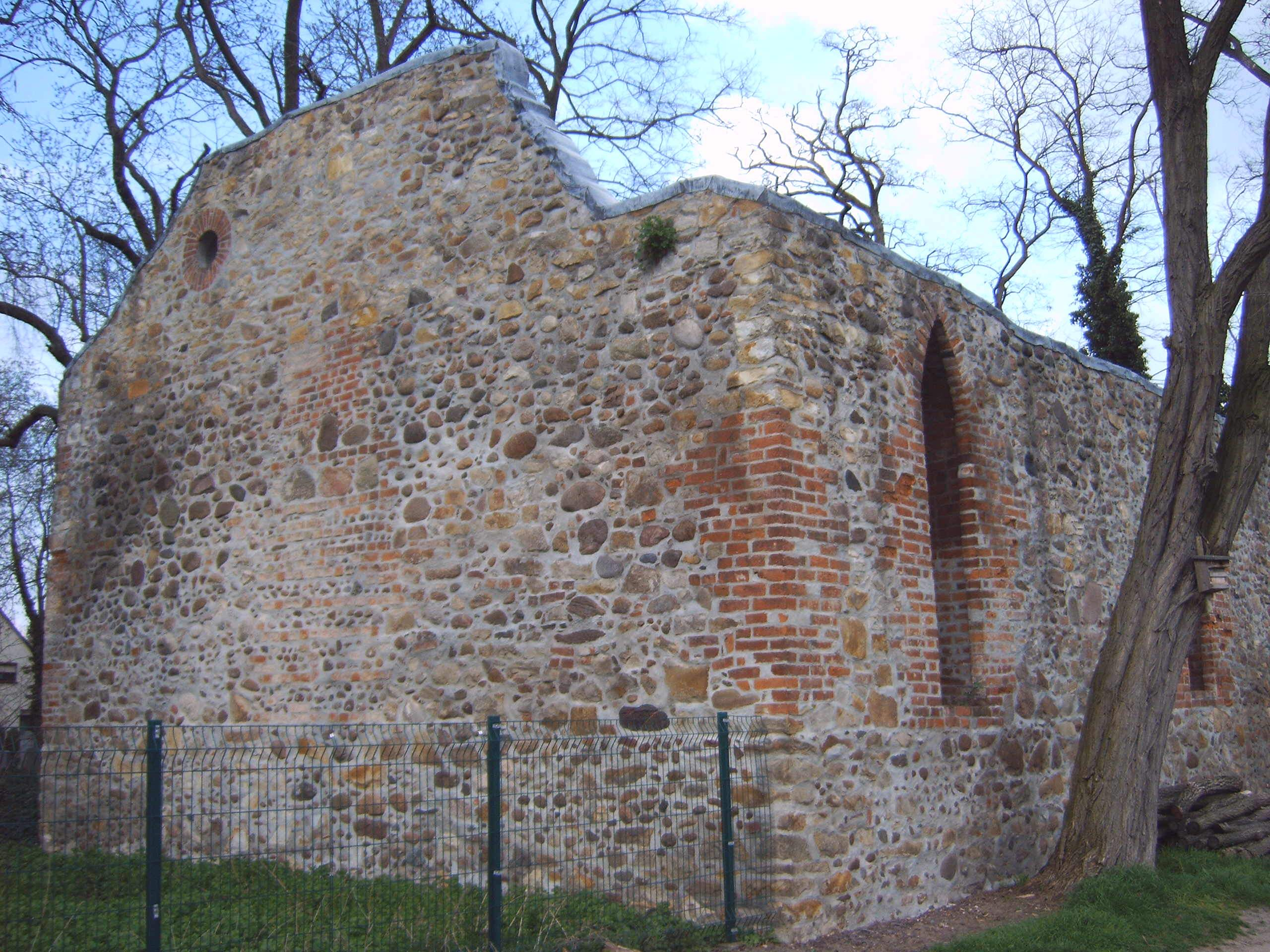
Südwestseite
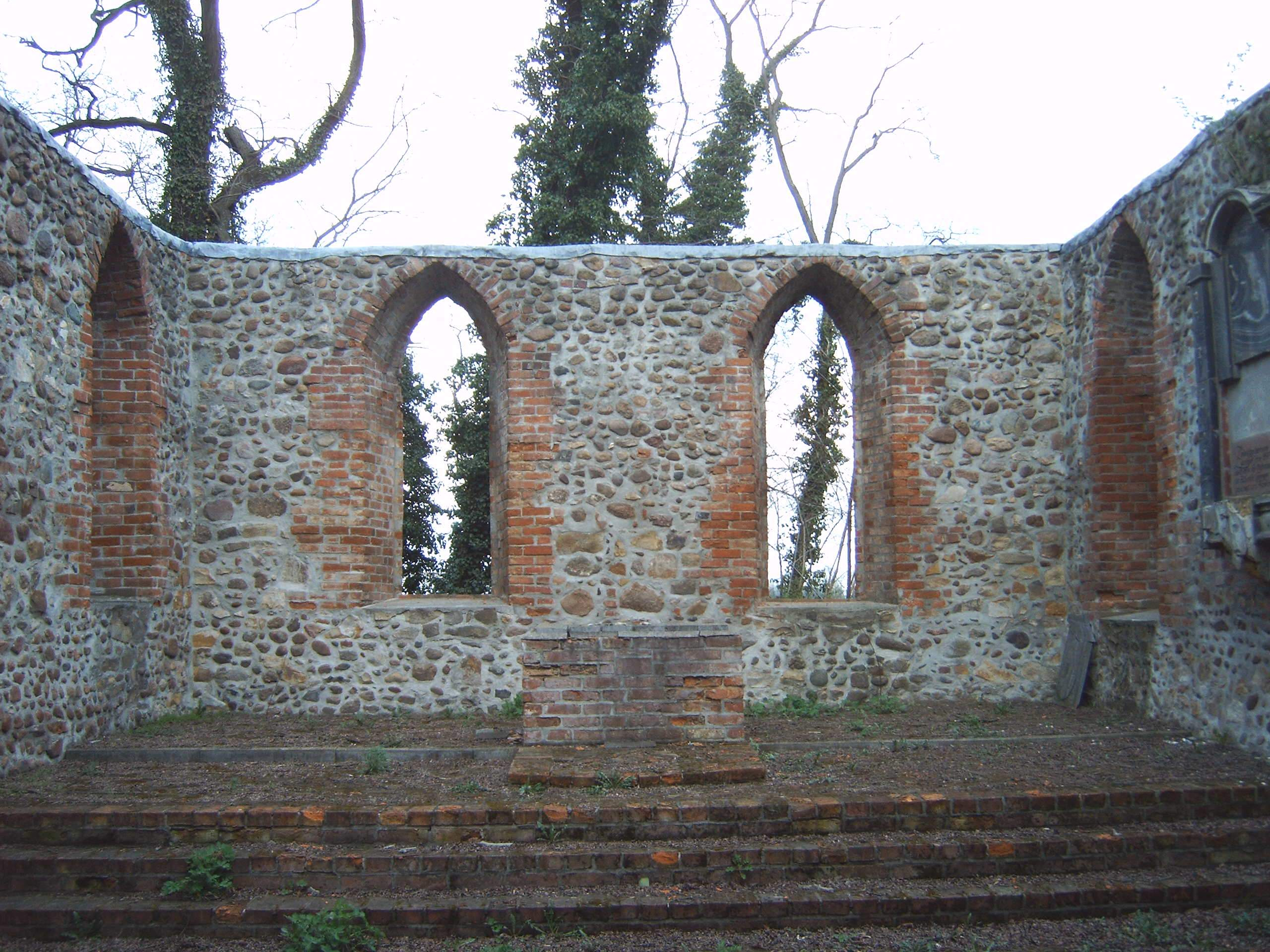
Innenraum
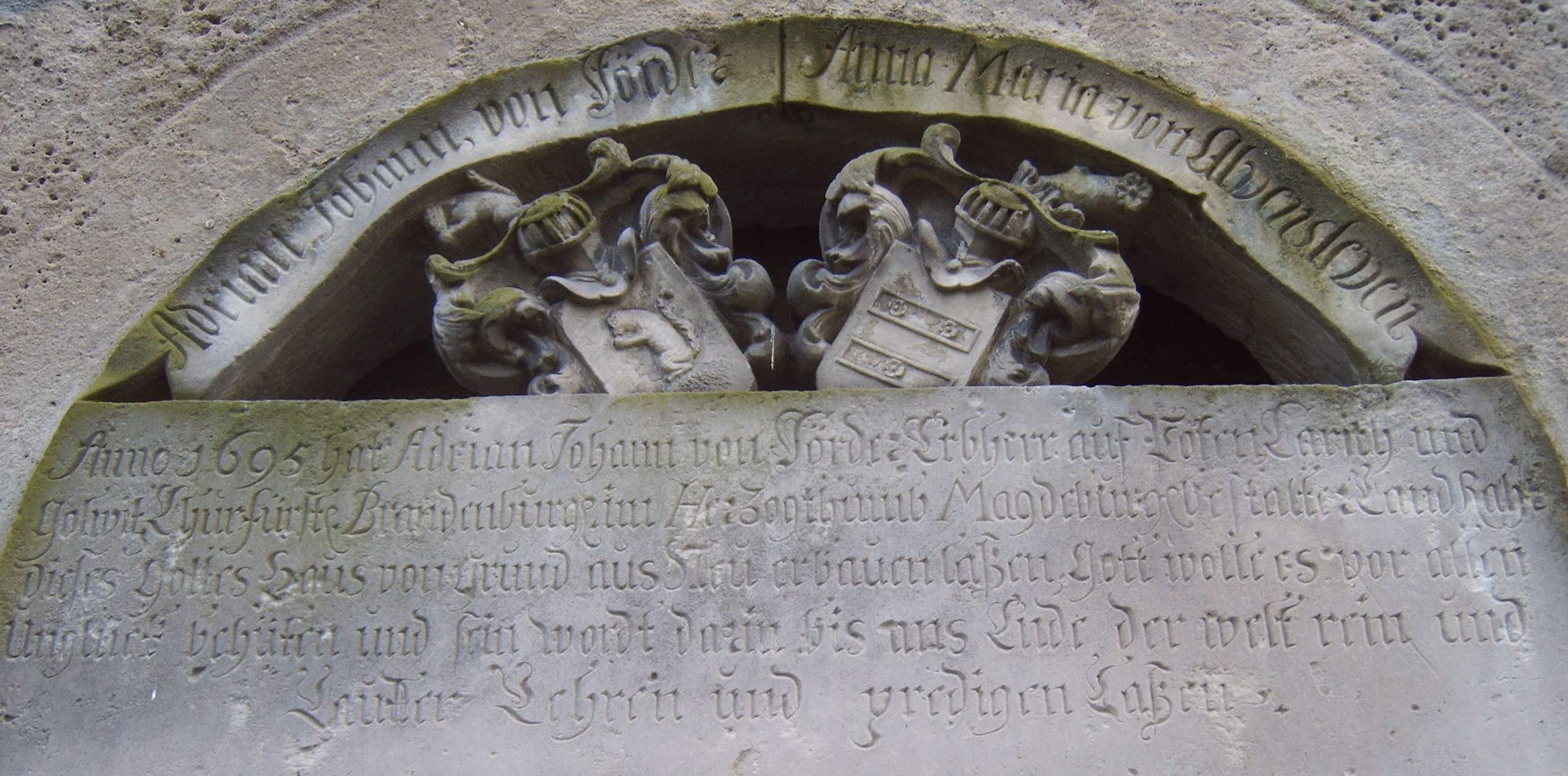
Inschrift von 1695